# Myophiomyidae
Myophiomyidae é uma família de roedores extintos do Oligoceno, Eoceno e Mioceno da África.

## Gêneros
- Phiocricetomys A.E. Wood, 1968
- Phiomyoides Stromer, in Kaiser, 1926
- Elmerimys Lavocat, 1973
- Myophiomys Lavocat, 1973